# Ernest Pezet
Pour les articles homonymes, voir Pezet.
Ernest Pezet, né le 6 décembre 1887 à Rignac (Aveyron) et mort le 21 novembre 1966 à Paris (Seine), est un homme politique français.

## Biographie
Fils d'un meunier, il s'oriente très tôt vers le journalisme. Il est membre du Sillon de Marc Sangnier, dont il est le collaborateur. Mobilisé, il est plusieurs fois blessé. En 1919, il est l'un des six fondateurs de l'Union nationale des combattants. Rédacteur en chef de la Voix du combattant, il sillonne la France pour organiser les associations d'anciens combattants. Il est à l'origine de la retraite mutualiste du combattant, de l'office du combattant, de la croix du combattant. Dans le même temps, il collabore à de nombreux journaux à Paris et en province.
En 1924, il est l'un des fondateurs du Parti démocrate populaire. En 1928, il est élu député du Morbihan. Il est très actif au sein de la commission des Affaires étrangères, dont il est vice-président. Il y est le spécialiste de l'Europe centrale et orientale. Il s'intéresse beaucoup aux questions de propagande et de censure. Il est en 1928 à l’origine de la constitution d’un « Groupe parlementaire de la propagande nationale et de la publicité » dont il assure d’abord la vice-présidence puis la présidence à partir de 1932. En 1930 et 1931, il est secrétaire de la Chambre.
Parallèlement, il s’oriente vers les activités publicitaires (il a été un temps chef de la publicité du Petit Journal). Le 9 avril 1935, il est désigné vice-président de l'Office de contrôle des annonces (OCA), premier organisme d'autorégulation en Europe, depuis 2008 sous la dénomination d'Autorité de Régulation Professionnelle de la Publicité (ARPP).
Le 10 juillet 1940, il vote les pleins pouvoirs au maréchal Pétain, mais bascule immédiatement dans la Résistance, dans les réseaux démocrate-chrétiens, notamment le « groupe de la rue de Lille ». Il participe à la rédaction des Cahiers du travaillisme français entre septembre 1943 et mai 1944 aux côtés d'autres démocrates chrétiens comme Robert Buron. À la Libération, il est relevé de son inéligibilité. Il est réélu député MRP du Morbihan à la première assemblée constituante. Il retrouve son poste de vice-président de la commission des Affaires étrangères. Il est vice-président du Conseil de la République en 1952.
En 1946, il est membre de la délégation française à la conférence de paix et à la première Assemblée générale des Nations unies. En décembre 1946, il est élu sénateur par l'Assemblée nationale. Il conserve ce mandat, au titre des Français de l'étranger à partir de 1948, jusqu'en 1959. Il préside le groupe MRP au Sénat. Vice-président de la commission des Affaires étrangères de 1951 à 1955, c'est un parlementaire très actif, rapporteur de nombreux textes importants de sa commission : plan Marshall, traité de l'Atlantique nord, création de la Communauté européenne du charbon et de l'acier. En 1952, il est nommé membre de l'assemblée du Conseil de l'Europe. Cette même année.
Nommé vice-président du Conseil de la République le 8 janvier 1952, il est reconduit dans cette position le 5 juin suivant ainsi que les 13 janvier 1953, 12 janvier 1954, 11 janvier 1955, 7 juillet 1955, 6 octobre 1955, 4 octobre 1956 et 3 octobre 1957,,,,,,,,.
En parallèle, il est, jusqu'à sa mort, président de l'Association professionnelle de la presse républicaine. Il préside aussi pendant plusieurs années l'Union des Français de l'étranger.
Par le mariage de son fils Jacques, Ernest Pezet est le beau-père de l'artiste peintre et sculpteur Geneviève Pezet.

## Source
- « Ernest Pezet », dans le Dictionnaire des parlementaires français (1889-1940), sous la direction de Jean Jolly, PUF, 1960 [détail de l’édition]